# Subprefecturen van de Centraal-Afrikaanse Republiek

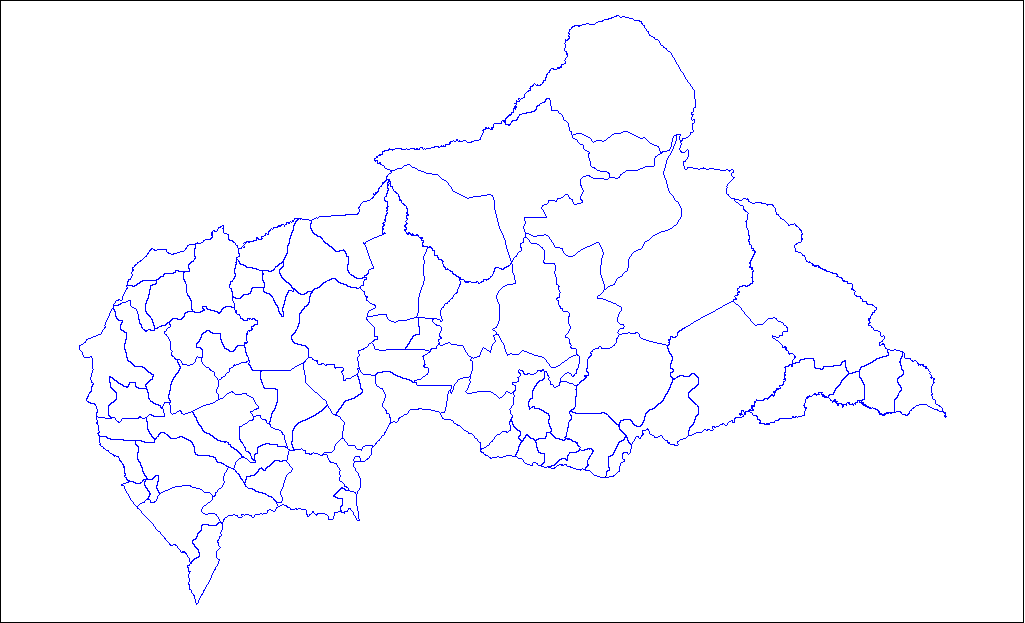
Subprefecturen van de Centraal-Afrikaanse Republiek

De prefecturen van de Centraal-Afrikaanse Republiek zijn onderverdeeld in 71 subprefecturen (sous-préfectures). De subprefecturen staan hieronder, per prefectuur gesorteerd.

## Bamingui-Bangoran
- Bamingui
- Ndélé

## Bangui
- Bangui

## Basse-Kotto
- Alindao
- Kembé
- Mingala
- Mobaye

## Haut-Mbomou
- Djemah
- Obo
- Zemio

## Haute-Kotto
- Bria
- Ouadda
- Yalinga

## Kémo
- Dekoa
- Sibut

## Lobaye
- Boda
- Mbaiki
- Mongoumba

## Mambéré-Kadéï
- Berbérati
- Carnot
- Gamboula

## Mbomou
- Bakouma
- Bangassou
- Gambo-Ouango
- Rafai

## Nana-Grébizi
- Kaga-Bandoro
- Mbrès

## Nana-Mambéré
- Baboua
- Baoro
- Bouar

## Ombella-M'Poko
- Bimbo
- Boali
- Damara
- Yaloke-Bossembele

## Ouaka
- Bakala
- Bambari
- Grimari
- Ippy
- Kouango

## Ouham
- Batangafo
- Bossangoa
- Bouca
- Kabo
- Markounda

## Ouham-Pendé
- Bocaranga
- Bozoum
- Paoua

## Sangha-Mbaéré
- Bambio
- Nola

## Vakaga
- Birao
- Ouanda Djallé